# Me and Bobby McGee
Me and Bobby McGee ist ein 1969 von Kris Kristofferson geschriebener Country-Song, der 1971 durch Janis Joplins Version zum Nummer-eins-Hit wurde. Der Song reflektiert das hedonistische Glück des Augenblicks, als ein Paar als Anhalter durch das Land reist und mundharmonikaspielend Blues singt.

## Entstehungsgeschichte
Fred Foster war Inhaber von Monument Records und dem zugehörigen Tonstudio in Nashville. Er schlug Kristofferson vor, einen Song über umherziehende Leute zu schreiben. Foster hatte geschäftlich mit Barbara „Bobby“ McKee zu tun, der Sekretärin des erfolgreichen Songwriters Boudleaux Bryant, deren Namen Kristofferson jedoch als „McGee“ missverstand.
Kristofferson entwickelte über Monate hinweg die Geschichte über ein Paar, das über Land zog, einem populären Motiv nicht nur in der Country-Musik. Unerwartet lässt im Song der Protagonist seine Partnerin Bobby davonziehen, irgendwo in der Nähe von Salinas („Somewhere near Salinas, I let her slip away“), da sie offenbar doch etwas anderes als das Leben auf der Straße sucht („looking for the home I hope she'll find“). Im Rückblick sinniert er darüber, dass Freiheit nichts anderes bedeutet, als dass man nichts mehr zu verlieren hat („Freedom’s just another word for nothing left to lose“). Kristofferson ließ Fred Foster als Mitautor nennen.

## Originalaufnahme und Version von Kris Kristofferson

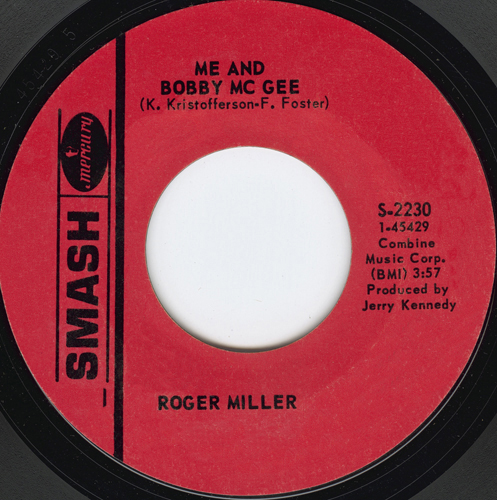
Roger Miller – Me and Bobby McGee

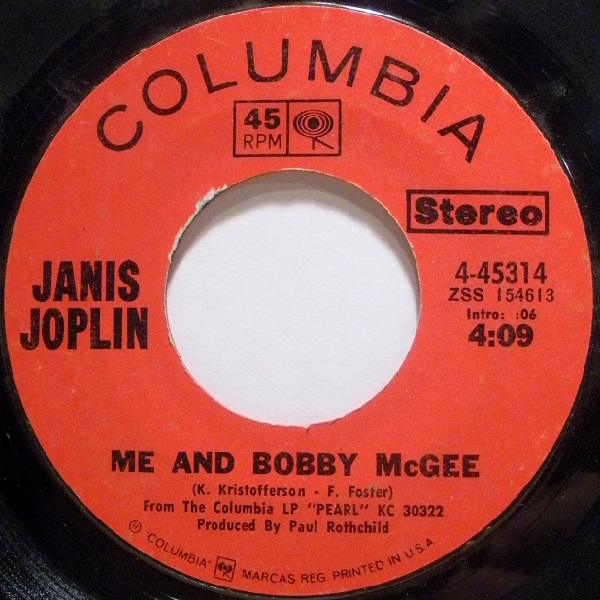
Janis Joplin – Me and Bobby McGee

Die Originalaufnahme stammt nicht vom Komponisten, sondern von Country-Sänger Roger Miller, der ihn am 16. und 21. Mai 1969 von Jerry Kennedy in den Monument Recording Studios produzieren ließ. Miller kannte sich mit der Thematik aus, denn er hatte 1965 einen großen Hit mit King of the Road gehabt, in dem es ebenfalls um Landstreicherei ging. Der Song musste während der Aufnahmesession komplettiert werden, da die zweite Strophe noch fehlte.
Passend zum Text spielte Sessionmusiker Charlie McCoy Mundharmonika („I took my harpoon out of my dirty red bandana and was blowin‘ sad while Bobby sang the blues“). Nach der Veröffentlichung im Juni 1969 gelangte der Titel bis auf Rang 12 der Country-Hitparade.
Kristofferson selbst nahm den Song zwischen Oktober 1969 und Juni 1970 unter Produzent Foster bei Monument für sein Album Kristofferson auf, das im August 1971 unter dem Titel Me and Bobby McGee neu veröffentlicht wurde und nun eine Goldene Schallplatte erhielt.

## Version von Janis Joplin
Kristoffersons ehemalige Freundin Janis Joplin stand zwischen dem 5. September und Anfang Oktober 1970 unter Produzent Paul Rothchild für das Album Pearl (1971) in den Sunset Sound Studios in Los Angeles vor dem Mikrofon. Unter den Stücken befand sich auch Me and Bobby McGee, das am 25. September 1970 aufgenommen wurde. Da der Name Bobby, von dem der Song handelt, für Männer und Frauen verwendet werden kann, brauchte Joplin den Text nur geringfügig anzupassen. Sie spielt bei ihrer Version Akustikgitarre.
Als Single-Auskopplung aus der LP erschien ihre bluesige Version von Me and Bobby McGee am 12. Januar 1971 und belegte für zwei Wochen den ersten Platz der Pop-Charts. Da Joplin bereits am 4. Oktober 1970 gestorben war, war diese Aufnahme der zweite Song nach (Sittin’ On) The Dock of the Bay von Otis Redding, dem es als postume Veröffentlichung gelang, Platz eins der US-Pop-Charts zu erreichen.
Chartplatzierungen
| ChartsChartplatzierungen       | Höchstplatzierung | Wochen |
| ------------------------------ | ----------------- | ------ |
| Deutschland (GfK)              | 8 (17 Wo.)        | 17     |
| Österreich (Ö3)                | 7 (4 Wo.)         | 4      |
| Schweiz (IFPI)                 | 3 (8 Wo.)         | 8      |
| Vereinigte Staaten (Billboard) | 1 (15 Wo.)        | 15     |

| ChartsJahrescharts (1971)      | Platzierung |
| ------------------------------ | ----------- |
| Deutschland (GfK)              | 39          |
| Vereinigte Staaten (Billboard) | 11          |

Auszeichnungen für Musikverkäufe

| Land/Region                  | Auszeichnungen für Musikverkäufe (Land/Region, Auszeichnung, Verkäufe) | Verkäufe  |
| ---------------------------- | ---------------------------------------------------------------------- | --------- |
| Neuseeland (RMNZ)            | Platin                                                                 | 30.000    |
| Vereinigte Staaten (RIAA)    | Platin                                                                 | 1.000.000 |
| Vereinigtes Königreich (BPI) | Silber                                                                 | 200.000   |
| Insgesamt                    | 1× Silber · 2× Platin ·                                                | 1.230.000 |

## Weitere Coverversionen
Insgesamt erschienen mindestens 47 Coverversionen von Me and Bobby McGee. Eine der ersten stammt von Kenny Rogers, der den Song auf seiner LP Ruby, Don't Take Your Love to Town (1969) berücksichtigte. Es folgte John Buck „Bucky“ Wilkin auf seiner LP In Search of Food, Clothing, Shelter and Sex (1970). Gordon Lightfoot (Mai 1970; Platz 13 der US-Pop-Charts und Platz 1 der Country-Charts in Kanada), Statler Brothers (Dezember 1970), Bill Anderson (Dezember 1970) oder Bobby Bare (Juli 1971) waren einige der frühen Country-Stars, die den Song in ihr Repertoire aufnahmen. Jerry Lee Lewis transportierte seine Country-Version im Oktober 1971 zu Platz eins der Country-Charts.
In der Musiksendung Beat-Club des Senders Radio Bremen spielte auch Johnny Cash seine Version des Country-Klassikers (1972). Weitere bekannte Interpretationen stammen von Bill Haley & His Comets (1971), Grateful Dead (September 1971), LeAnn Rimes (Oktober 1999) oder Dolly Parton (Oktober 2005). Gianna Nannini nahm für das Album California eine italienische Version unter dem Titel Io e Bobby McGee (Mai 1979), Renate Kern im August 1971 mit Er nahm ein anderes Mädchen eine deutsche Version auf. 1972 veröffentlichte Gunter Gabriel unter dem Titel Freiheit ist ein Abenteuer eine weitere deutsche Version.

## Auszeichnungen
Der Song erhielt einen BMI-Award. In der 2004 veröffentlichten Liste 500 beste Songs aller Zeiten der amerikanischen Musikzeitschrift Rolling Stone belegt Joplins Version Platz 148.